# Ernő Noskó
Ernő Noskó (ur. 26 maja 1945 w Cserhátszentiván) – węgierski piłkarz grający na pozycji prawego obrońcy. Był reprezentantem Węgier.

## Kariera klubowa
Swoją karierę piłkarską Noskó rozpoczął w klubie Budapest Vasas Izzó. W 1964 roku grał w nim w rozgrywkach trzeciej ligi węgierskiej. W 1965 roku został zawodnikiem pierwszoligowego Újpestu. W Újpescie grał do końca sezonu 1974/1975. Z klubem tym wywalczył siedem tytułów mistrza Węgier w sezonach 1969, 1970, 1970/1971, 1971/1972, 1972/1973, 1973/1974 i 1974/1975 oraz dwa wicemistrzostwa Węgier w sezonach 1967 i 1968. Zdobył też trzy Puchary Węgier w sezonach 1969, 1970 i 1974/1975. W sezonie 1968/1969 dotarł z nim do finału Pucharu Miast Targowych, jednak Újpest uległ w dwumeczu Newcastle United (0:3, 2:3). Noskó wystąpił w obu finałowych meczach. Wraz z Újpestem grał dotarł też do półfinału Pucharu Mistrzów (w sezonie 1973/1974), w którym Újpest uległ w dwumeczu Bayernowi Monachium (1:1, 0:3).
W latach 1975-1978 Noskó grał w Budafoki MTE w drugiej lidze węgierskiej, a w latach 1978-1982 był zawodnikiem Chinoin SC z Budapesztu, w którym zakończył karierę.
| Sezon   | Klub                | Kraj  | Rozgrywki | Mecze | Gole |
| ------- | ------------------- | ----- | --------- | ----- | ---- |
| 1964    | Budapest Vasas Izzó | Węgry | NB III    | ?     | ?    |
| 1965    | Újpest FC           | Węgry | NB I      | 23    | 0    |
| 1966    | Újpest FC           | Węgry | NB I      | 25    | 0    |
| 1967    | Újpest FC           | Węgry | NB I      | 30    | 1    |
| 1968    | Újpest FC           | Węgry | NB I      | 28    | 1    |
| 1969    | Újpest FC           | Węgry | NB I      | 30    | 0    |
| 1970    | Újpest FC           | Węgry | NB I      | 16    | 0    |
| 1970/71 | Újpest FC           | Węgry | NB I      | 29    | 2    |
| 1971/72 | Újpest FC           | Węgry | NB I      | 27    | 0    |
| 1972/73 | Újpest FC           | Węgry | NB I      | 22    | 1    |
| 1973/74 | Újpest FC           | Węgry | NB I      | 26    | 0    |
| 1974/75 | Újpest FC           | Węgry | NB I      | 5     | 0    |
| 1974/75 | Budafoki MTE        | Węgry | NB II     | ?     | ?    |
| 1975/76 | Budafoki MTE        | Węgry | NB II     | ?     | ?    |
| 1976/77 | Budafoki MTE        | Węgry | NB II     | ?     | ?    |
| 1977/78 | Budafoki MTE        | Węgry | NB II     | ?     | ?    |
| 1978/79 | Chinoin SC          | Węgry | IV liga   | ?     | ?    |
| 1979/80 | Chinoin SC          | Węgry | NB III    | ?     | ?    |
| 1980/81 | Chinoin SC          | Węgry | NB III    | ?     | ?    |
| 1981/82 | Chinoin SC          | Węgry | IV liga   | ?     | ?    |

## Kariera reprezentacyjna
W reprezentacji Węgier Noskó zadebiutował 25 maja 1969 w wygranym 2:0 meczu eliminacji do MŚ 1970 z Czechosłowacją, rozegranym w Budapeszcie. Wcześniej, w 1968 roku, był w kadrze Węgier na Igrzyska Olimpijskie w Meksyku, na których zdobył złoty medal. Grał również w eliminacjach do Euro 72 i eliminacjach do MŚ 1974. Od 1969 do 1971 rozegrał w kadrze narodowej 15 meczów.